# 三野村利左衛門
三野村 利左衛門（みのむら りざえもん、1821年12月4日（文政4年11月10日） - 1877年（明治10年）2月21日）は、幕末から明治時代初期に活躍した三井組の大番頭。元の名は利八。三井財閥の中興の祖。

## 略歴
三野村の出自に関する正確な史料はない。本人の口述によれば、文政4年（1821年）庄内藩士関口彦右衛門為芳の三男として生まれたとされる。文政10年（1827年）父が浪人となり、苦難に満ちた少年時代を過ごす。天保10年（1839年）に江戸へ出る。深川の干鰯問屋奉公を経て、小栗忠高の中間（ちゅうげん）となる。弘化2年（1845年）菜種油や砂糖を販売していた紀ノ国屋の美野川利八の婿養子となり、利八の名を継ぐ。その後地道に資金を蓄え、安政2年（1855年）には両替株を買って両替商となった。
万延元年（1860年）旧知の小栗忠順からの小判吹替の情報を事前に得て、天保小判の買占めによって巨利を得た。また、この情報を三井両替店にも売り込んでおり、三井家には「紀ノ利」と重宝されたという。後に、三井家から勘定奉行小栗とのツテを見込まれ、幕府から命ぜられた御用金50万両の減免交渉を任され、返済額を18万両の3年に渡る分納とすることに成功する。この功績により、慶応2年（1866年）三井家に雇われることとなり、小栗と三井の間のパイプ役として「通勤支配」（取締役）に任命され、三野村利左衛門と改名。姓は三井の「三」と、紀ノ国屋の姓である美野川の「野」、さらに亡父の養家の姓である木村の「村」をとったものといわれている。
慶応4年（1868年）1月、小栗忠順が失脚すると幕府の命運を察し、新政府への資金援助を開始するよう三井組に働きかけ、動乱を乗り切ることに成功する。これには小栗本人の助言があったとする説もあるが、真偽は不明である。
1873年（明治6年）小野組と共に第一国立銀行を設立。1874年（明治7年）小野組が経営破綻により銀行経営から手を引くと、1876年（明治9年）に日本初の民間銀行である三井銀行の設立を実現する。
1877年（明治10年）胃癌のため死去。57歳没。墓所は杉並区真盛寺。利左衛門没後は婿養子の三野村利助（1843－1901）が三井銀行の実質的経営者となり引き継いだ。
大正4年（1915年）、従五位を追贈された。

## 人物
- 幼少時代、諸国を流浪したので非識字者に近かった[1]。しかし、無学でありながらも時局の見通しは鋭く、行動力に富み、組織をまとめることのできる人物であった[1]。渋沢栄一は三野村を「無学の偉人」と賞賛した[1]。

- 鳥羽・伏見の戦い後、江戸城における評定で新政府軍に対して交戦継続を主張して罷免された小栗忠順に対して、罷免後、身の危険が迫っていると察し、米国亡命を勧めたとされる（三野村に促がされたのでは無いが、元若年寄で小栗と共に兵庫商社の設立を推進した塚原昌義などは、身の危険を感じ、米国に亡命している）。
- 戊辰戦争中、小栗忠順は捕縛され、処刑されたが、残された小栗の家族の世話をしたのは、かつての小栗家の奉公人であり、小栗に恩義を感じている三野村であった。三野村は日本橋浜町の別邸に小栗の家族を匿い、明治10年（1877年）に没するまで終生、小栗の家族の面倒を見続けた[6][7]。その間、小栗家は忠順の遺児・国子が成人するまで、駒井朝温の三男で忠道の弟である忠祥が継いだ。三野村利左衛門の没後も、三野村家が母子の面倒を見ていたが、明治18年（1885年）に道子が没すると、国子は親族である大隈重信に引き取られた。大隈の勧めにより矢野龍渓の弟・貞雄を婿に迎え、小栗家を再興した[8]。

## 親族
- 田村利七（娘壻）

## 登場作品
テレビドラマ
- 勝海舟（1990年、日本テレビ年末時代劇スペシャル、演：東野英心）
- 青天を衝け（大河ドラマ、NHK、2021年、演：イッセー尾形）[9]

舞台
- 『猛き黄金の国 -士魂商才!岩崎彌太郎の青春-』（宝塚歌劇団雪組公演、演：成瀬こうき・玲有希）

漫画
- 本宮ひろ志『猛き黄金の国』 - 岩崎弥太郎が主人公の数少ない貴重な漫画作品で、主人公の知り合った友人でありライバル関係を築く。